# Lišany u Žatce
Lišany (deutsch Lischan) ist eine Gemeinde in Tschechien. Sie liegt sieben Kilometer nordöstlich von Žatec und gehört zum Okres Louny.

## Geographie
Lišany befindet sich im Nordböhmischen Becken linksseitig der Eger. Durch den Ort führt die Bahnstrecke Plzeň–Duchcov. Nördlich verläuft entlang der Chomutovka die Staatsstraße I/7 zwischen Louny und Chomutov, die auf dem Abschnitt entlang des Industriegebietes Triangle zur Schnellstraße R 7 ausgebaut worden ist. Am gegenüberliegenden Egerufer enden die ins Landesinnere führenden zwei Bunkerlinien des Inneren Tschechoslowakischen Walls.
Nachbarorte sind Bitozeves im Norden, Seménkovice, Rvenice, Seletice und Postoloprty im Nordosten, Celnice, Rybník und Březno im Osten, Skupice, Levonice und Mradice im Südosten, Strkovice und Hradiště im Süden, Stekník, Zálužice und Rybňany im Südwesten, Dolejší Hůrky im Westen sowie Nehasice, Tatinná und das Industriegebiet Triangle im Nordwesten.

## Geschichte
Erstmals erwähnt wurde das Dorf im Jahre 1351 als Pešek Čach oberhalb seines Hofes einen Weinberg anlegte. 1411 wurde das Dorf im Zusammenhang mit einem Blažek von Lišany genannt. Im Jahre 1507 war das Dorf geteilt. Einen Anteil besaßen Zdeněk und Jan von Kolowrat. Wegen des anderen Teils wurde Bušek von Sulejovice auf Milešov von Wenzel, Nikolaus, Sigismund und Wilhelm Lobkowicz von Hassenstein beschuldigt, ihnen zustehende Abgaben aus Lišany vorzuenthalten. Den Anteil der Herren von Kolowrat erbte 1602 Georg Hruška von Březno und ließ in Lišany eine Feste erbauen. Nach der Schlacht am Weißen Berg wurde ein Drittel des Besitzes von Georg Hruška konfisziert. 1625 wurde Lišany an Seyfried Christoph Breuner von Staaz verpfändet. Er verkaufte die Feste fünf Jahre später an Paul Michna von Vacínov, der sie an seine Herrschaft Postelberg anschloss. Die im Dreißigjährigen Krieg verödete Gegend wurde danach mit Deutschen wiederbesiedelt. Nachdem 1671 die Grafen von Sinzendorf Lischan erworben hatten, kam es zur Herrschaft Tatina. Der Hof Lischan wurde 1699 in zwei Hälften geteilt und an Bauern verkauft. In der ersten Hälfte des 18. Jahrhunderts wurde um Lischan Braunkohle abgebaut. 1767 erwarb Joseph I. Fürst zu Schwarzenberg Lischna und schlug es seinen Herrschaft Neuschloß zu.
Nach der Aufhebung der Patrimonialherrschaften bildete Lischan /  Lišany mit dem Ortsteil Horka / Dolejší Hůrky ab 1850 eine Gemeinde im Bezirk Saaz. 1872 wurde die Eisenbahn Pilsen–Priesen(–Komotau) eingeweiht. 1930 hatte die Gemeinde Lischan 440 Einwohner. 
Nach dem Münchner Abkommen wurde der Ort 1938 dem Deutschen Reich zugeschlagen und gehörte bis 1945 zum Landkreis Saaz. 1939 lebten in der Gemeinde 345 Menschen. Nach dem Ende des Zweiten Weltkrieges kam Lišany zur Tschechoslowakei zurück und die deutsche Bevölkerung wurde vertrieben. 
Seit 1961 gehört Lišany zum Okres Louny. Zwischen 1981 und 1990 war Lišany ein Ortsteil von Postoloprty. Im November 1990 entstand die Gemeinde Lišany wieder, der frühere Ortsteil Dolejší Hůrky verblieb jedoch bei Postoloprty. Lišany ist ein traditioneller Hopfenbauort.
Auf dem früheren Armeeflugplatz Žatec begann ab 2002 die Errichtung des 365 ha großen Industriegebietes Triangle, in dem bisher Niederlassungen der japanischen Unternehmen IPS Alpha Technology Europe und Hitachi Home Electronics entstanden.

## Gemeindegliederung
Für die Gemeinde Lišany sind keine Ortsteile ausgewiesen.

## Sehenswürdigkeiten
- Kapelle Mariä Himmelfahrt am Dorfanger, Klinkerbau
- Sandsteinsäule mit Figur Christi, neben der Kapelle
- Bunkeranlagen des Tschechoslowakischen Walls